# Kevin Sussman
Kevin Sussman (Nova York, 4 de dezembro de 1970) é um ator estadunidense de televisão. É mais conhecido pela sua atuação no seriado The Big Bang Theory, onde interpreta o personagem Stuart.
Kevin é o mais velho de quatro irmãos.   Ele se graduou na American School of Dramatic Arts em Nova Iorque.   Mais tarde ele estudou atuação com a professora alemã Uta Hagen durante quatro anos.

## Filmografia
| Ano  | Título                       | Personagem                |
| ---- | ---------------------------- | ------------------------- |
| 1999 | Liberty Heights              | Alan Joseph Zuckerman     |
| 2000 | Almost Famous                | Lenny                     |
| 2001 | Wet Hot American Summer      | Steve                     |
| 2001 | Kissing Jessica Stein        | Calculator Guy            |
| 2001 | A.I. Artificial Intelligence | Supernerd                 |
| 2002 | Pipe Dream                   | James                     |
| 2002 | Threads                      | Caesar                    |
| 2002 | Changing Lanes               | Tyler Cohen               |
| 2002 | Sweet Home Alabama           | Barry Lowenstein          |
| 2004 | Little Black Book            | Ira                       |
| 2005 | Hitch                        | Neil                      |
| 2006 | The Wedding Album            | Oswald                    |
| 2006 | Funny Money                  | Denis Slater              |
| 2006 | Ira & Abby                   | Lenny                     |
| 2006 | For Your Consideration       | Commercial Director       |
| 2007 | Heavy Petting                | Ras                       |
| 2008 | Sincerely, Ted L. Nancy      | Ted                       |
| 2008 | Made Of Honor                | Tiny Shorts Guy           |
| 2008 | Insanitarium                 | Dave                      |
| 2008 | Burn After Reading           | Tuchman Marsh Man         |
| 2009 | Taking Woodstock             | Stan                      |
| 2010 | Killers                      | Mac Bailey                |
| 2010 | Alpha and Omega              | Shakey                    |
| 2011 | Freeloaders                  | Benedict 'Benny' Vicvikis |
| 2012 | 2nd Serve                    | Scott Belcher/O.C.D.      |

| Ano       | Titulo                         | Personagem              | Notas |
| --------- | ------------------------------ | ----------------------- | --- |
| 1998      | Ghost Stories                  | Joey Howell             | 1 episódio |
| 1999      | Third Watch                    | Tuba Guy                | 1 episódio |
| 2000      | The Sopranos                   | Kevin                   | 1 episódio |
| 2003      | Law & Order: Criminal Intent   | Phil Hobart             | 1 episódio |
| 2004      | ER                             | Colin                   | 2 episódios: "Just a Touch" (Temporada 10: episódio 19) "2Abby Normal" (Temporada 10: episódio 20)                                                              |
| 2006-07   | Ugly Betty                     | Walter                  | Recorrente 16 episódios |
| 2007-08   | My Name Is Earl                | Dwayne                  | 2 episódios: "My Name Is Inmate #28301-016: Parte 1" (Temporada 3: episódio 1) "No Heads and a Duffle Bag" (Temporada 3: episódio 17)                           |
| 2008      | CSI: Crime Scene Investigation | Don                     | 1 episódio |
| 2008      | The Middleman                  | Ivan Avi/The Palindrome | 1 episódio |
| 2009-2019 | The Big Bang Theory            | Stuart Bloom            | Temporadas 2 a 5 (recorrente) Temporada 6 a 12 (regular) |
| 2010      | The Mentalist                  | Phil Redmond            | 1 episódio |
| 2010      | The Good Guys                  | Skeeter                 | 2 episódios: "Bait & Switch" (Temporada 1: episódio 2) "$3.52" (Temporada 1: episódio 5)                                                                        |
| 2010      | Children's Hospital            | Daffy Giraffy           | 1 episódio |
| 2012      | Weeds                          | Terry                   | 3 episódios: "Allosaurus Crush Castle" (Temporada 8: episódio 6) "Five Miles From Yetzer Hara" (Temporada 8: episódio 8) "Threshold" (Temporada 8: episódio 10) |